# لورين هيرنغ
لورين هيرنغ (بالإنجليزية: Lauren Herring)‏ هي لاعب كرة مضرب أمريكية، ولدت في 23 يوليو 1993 في غرينفيل في الولايات المتحدة.

## وصلات خارجية
- لورين هيرنغ على موقع رابطة محترفات التنس (الإنجليزية)
- لورين هيرنغ على موقع الاتحاد الدولي لكرة المضرب (الإنجليزية)
- لورين هيرنغ على موقع خلاصة التنس.كوم (الإنجليزية)
- لورين هيرنغ على موقع إي إس بي إن.كوم (الإنجليزية)